# Teatro Daryl Roth
El Teatro Daryl Roth es un espacio de actuación fuera de Broadway en 101 East 15th Street, en la esquina noreste de la intersección con Union Square East, cerca de Union Square, Manhattan, Nueva York (Estados Unidos). El teatro, inaugurado en 1998, se encuentra en el edificio de cuatro pisos del Union Square Savings Bank, que fue diseñado por Henry Bacon y construido entre 1905 y 1907. La estructura original, un hito de la ciudad de Nueva York, alberga un teatro con capacidad para 300 espectadores sentados o 499 de pie. El DR2 Theatre, ubicado en un anexo en 103 East 15th Street, tiene capacidad para 99 personas.

## Historia

### Edificio bancario
El Banco de Ahorros de Union Square fue fundado en 1848 como la Institución para el Ahorro de los Empleados de Comerciantes, que originalmente estaba ubicado en 5 Beekman Street en el distrito financiero de Manhattan y luego se trasladó a 516 Broadway. En 1867, la Institución compró una casa adosada de estilo neogriego en 20 Union Square East, en la esquina noreste con 15th Street y adyacente a Union Square Park. Al año siguiente, el banco se mudó a la casa adosada renovada. A partir de la década de 1870, el área que rodea el parque se pobló de hoteles, teatros y empresas comerciales. En ese momento, los bancos comerciales de Nueva York estaban principalmente en estructuras convertidas, mientras que las cajas de ahorro estaban en edificios independientes e imponentes en las esquinas de las intersecciones.
En 1895, la Institución adquirió el 22 Union Square East adyacente al norte y, posteriormente, demolió ambas casas adosadas en 20–22 Union Square East. El banco cambió su nombre a Union Square Savings Bank en 1904. El Union Square Savings Bank anunció su intención de construir una nueva estructura en el sitio combinado el mismo año y contrató a Henry Bacon para elaborar los planos de construcción. 
Los planos iniciales publicados en el Real Estate Record en octubre de 1905 representaban un edificio de mármol de dos pisos de 7,6 por 30,5 m, qu costó 100 000 dólares. Sin embargo, los dibujos publicados dos meses después en la revista Architecture mostraban una estructura un poco más grande. Los planes finales eran para un edificio de 15,8 por 38,1 m con fachada de granito que costó 275 000 dólares. La construcción comenzó en mayo de 1906 y el nuevo banco abrió el 7 de marzo de 1907.
El Union Square Savings Bank comenzó a abrir sucursales en 1923, luego de la aprobación de una ley que eliminó la prohibición de las sucursales de los bancos de ahorro, pero mantuvo el edificio original como sede. Se construyó un ático en 1937 y un anexo de oficinas de cuatro pisos en 103 East 15th Street en 1955. El interior fue renovado en 1961. Union Square Savings Bank adquirió Kings County Savings Bank en 1969 para formar United Mutual Savings Bank. United Mutual fracasó en 1982 y fue adquirida por American Savings Bank. Tras la insolvencia de este último en 1992, se cerró la sucursal de Union Square.

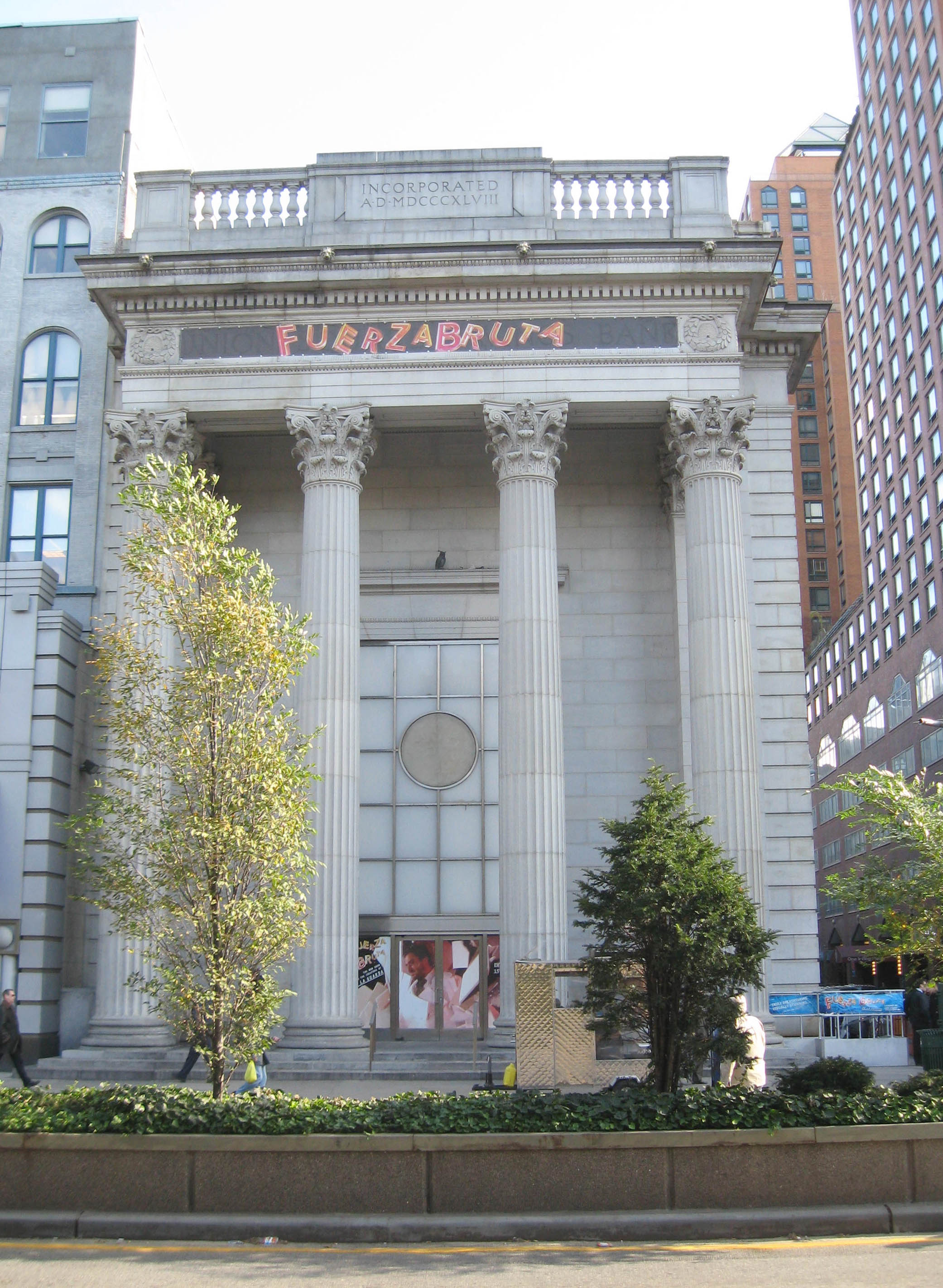
El teatro en 2008, mientras Fuerza Bruta estaba en producción en el Teatro Daryl Roth. La parte superior del entablamento contiene un letrero que dice "Fuerza Bruta"

En 1993, la empresa de salas de conciertos House of Blues compró el banco y su anexo en 103 East 15th Street por una suma combinada de 2,06 millones de dólares. Isaac Tigrett, el fundador de House of Blues, planeó abrir el lugar con un lugar de música en vivo y un restaurante de 300 asientos en 1994. Esto generó preocupación entre los conservacionistas, que querían que el banco se conservara en su estado original, aunque Tigrett declaró que no cambiaría el interior. El proyecto se retrasó y, en marzo de 1995, se informó que la construcción era inminente.
Sin embargo, ese junio, House of Blues retiró su solicitud de licencia de licor, lo que habría permitido que el restaurante tuviera un bar. La Junta Comunitaria 5 de Manhattan, que cubre Union Square, expresó su preocupación por los efectos de una sala de conciertos en el vecindario, por lo que House of Blues acordó retrasar la construcción a cambio del aplazamiento de una audiencia pública.
En 1996, el edificio fue adquirido por Daryl Roth, quien había ideado planes para convertir el banco en un lugar fuera de Broadway. Tras la inauguración del teatro en 1998, The New York Times describió el edificio del banco como uno de un "número creciente de espacios no convencionales" que se convirtieron en teatros. El DR2 Theatre se inauguró en 2002 dentro del antiguo anexo bancario en 103 East 15th Street.
Mientras Fuerza Bruta estuvo en producción en el teatro de 2005 a 2016, la entrada al teatro era a través de una puerta lateral en el lado de la calle 15, mientras que la entrada principal del edificio en Union Square no se usaba. En 2017, mientras hacía su debut como director teatral con In and Of Itself, Frank Oz cambió el diseño del teatro para incorporar su fachada de Union Square visualmente impactante como entrada al teatro. Las renovaciones requirieron mover la taquilla, pero una vez finalizado el trabajo, la audiencia pudo ingresar por las puertas principales en Union Square East.

## Diseño

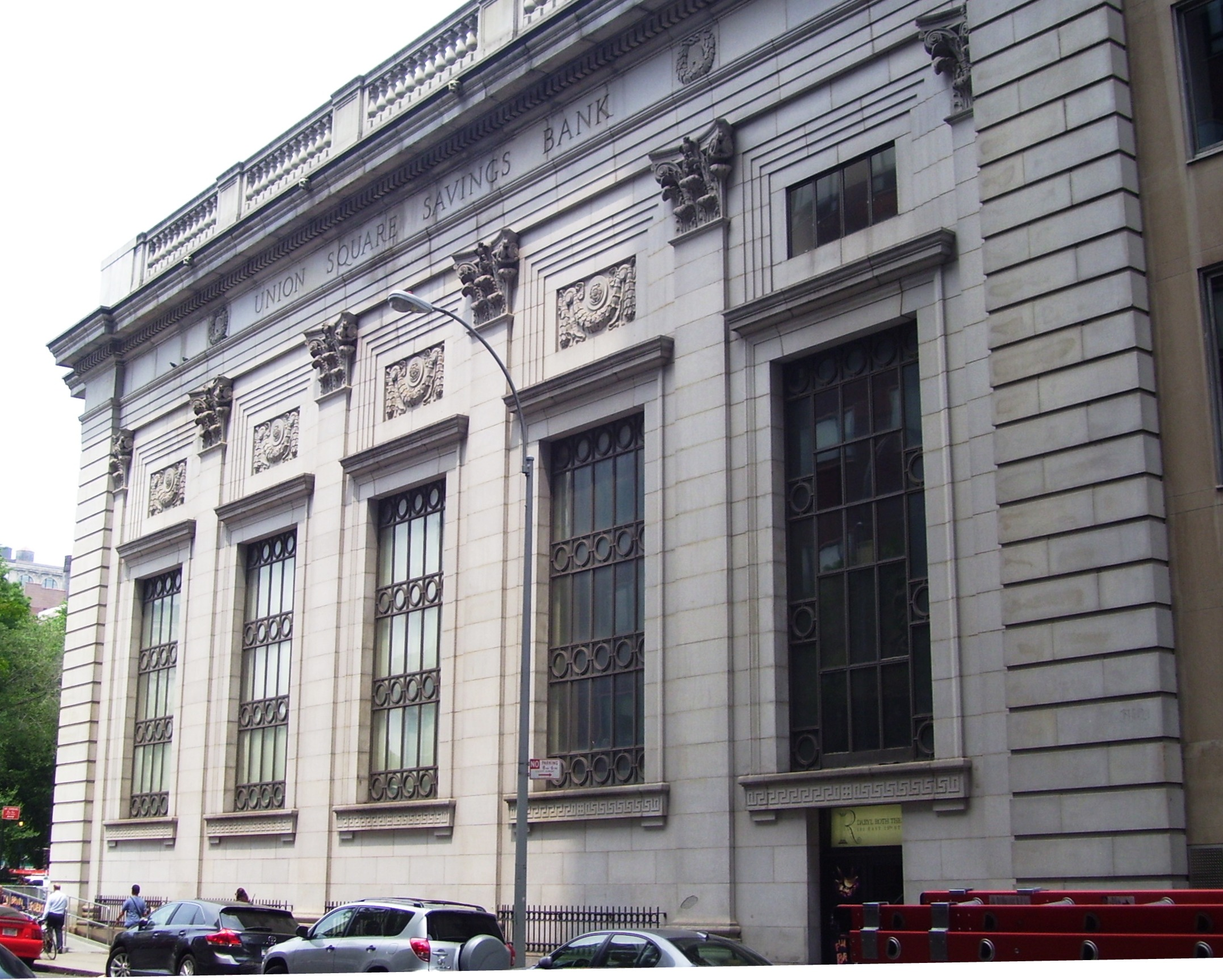
La fachada de la calle 15

El Teatro Daryl Roth está ubicado en un lote que mide 16 m de ancho, a lo largo de Union Square, y 38 m de largo en la calle 15. Mide 18 m de altura y tiene cuatro pisos. Cuando sirvió como banco, el edificio del Teatro Daryl Roth se encontraba entre los muchos edificios bancarios "monumentales" en las esquinas de las calles.
El estilo se comparó con los templos de la antigua Grecia y Roma que también habían servido como bancos. Los arquitectos del banco, influenciados por la Exposición Colombina Mundial en 1893, colocaron características neorrenacentistas y neoclásicas en bancos como el edificio del Teatro Daryl Roth.
El edificio del Teatro Daryl Roth se ubica sobre una cimentación de ladrillo, con base de hormigón, y contiene una fachada con revestimiento de granito blanco. La estructura interior se sustenta sobre muros y pilastras de ladrillo, mientras que los pisos superiores se asientan sobre una estructura de columnas y jácenas metálicas.

### Fachada
La fachada principal está en el lado oeste, frente a Union Square. Contiene un pórtico sostenido por cuatro columnas corintias, y debajo del pórtico, un pequeño tramo de escalones conduce al piso del banco. Un entablamento y un parapeto corren a lo largo del pórtico, y una cornisa con varias representaciones de lentejas, leones y motivos de huevos y dardos se encuentra en la parte superior del pórtico. 
En el centro de la fachada, en la planta baja, hay una abertura vertical alta, que incluye puertas de vidrio debajo de una rejilla de vidrio opaco; esto anteriormente conducía al piso bancario, pero ahora conduce al auditorio principal de 300 localidades.
La fachada sur del edificio principal, que da a la calle 15, está dividida en cinco tramos verticales, cada uno separado por pilastras rematadas por capiteles de estilo corintio. Cada uno de estos tramos contiene grandes ventanales con rejas de bronce. Los paneles tallados están ubicados sobre estas ventanas, y una entrada lateral está ubicada debajo de la ventana más al este.

## Galería

Características arquitectónicas del Teatro Daryl Roth
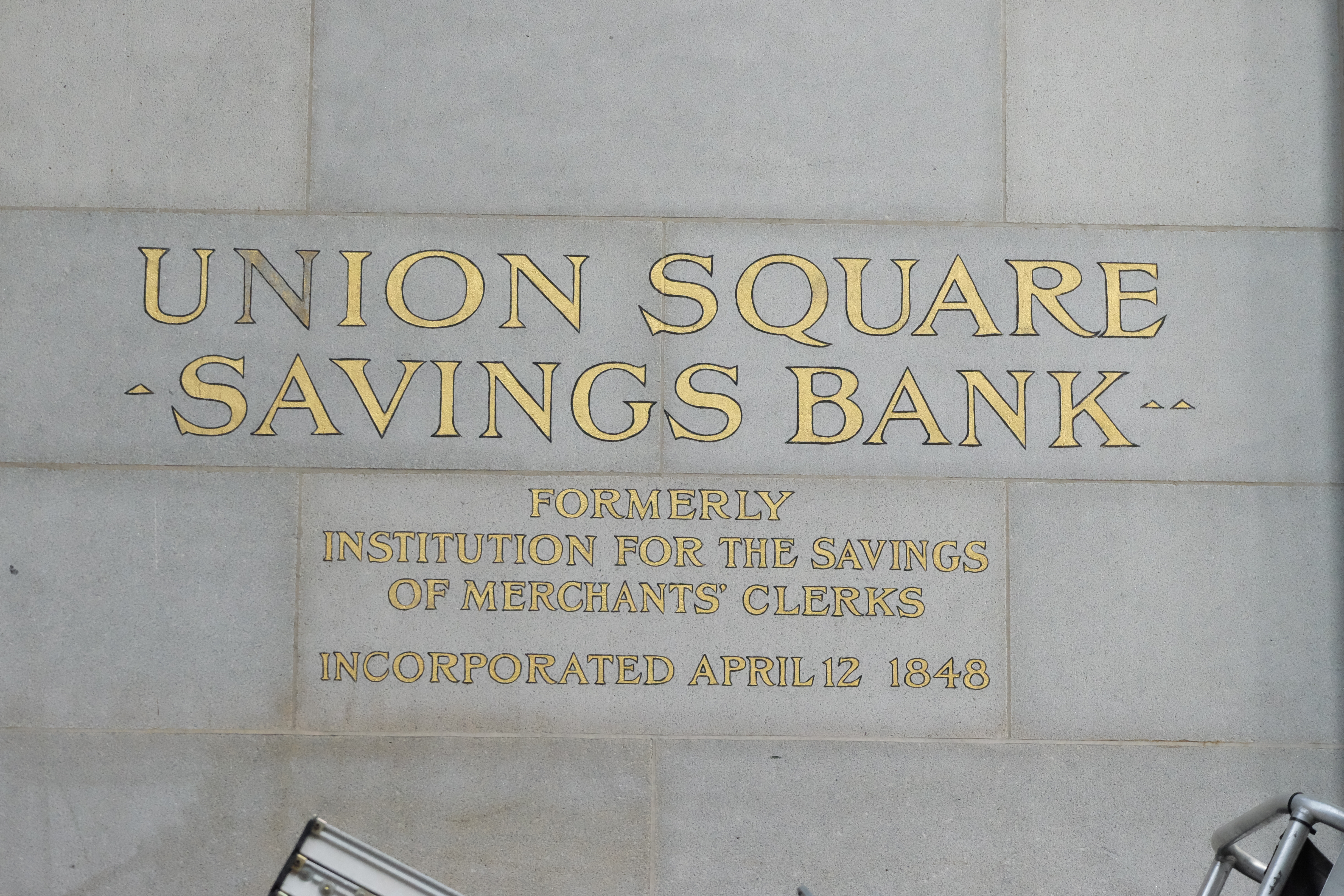
El letrero dorado en el frente del edificio
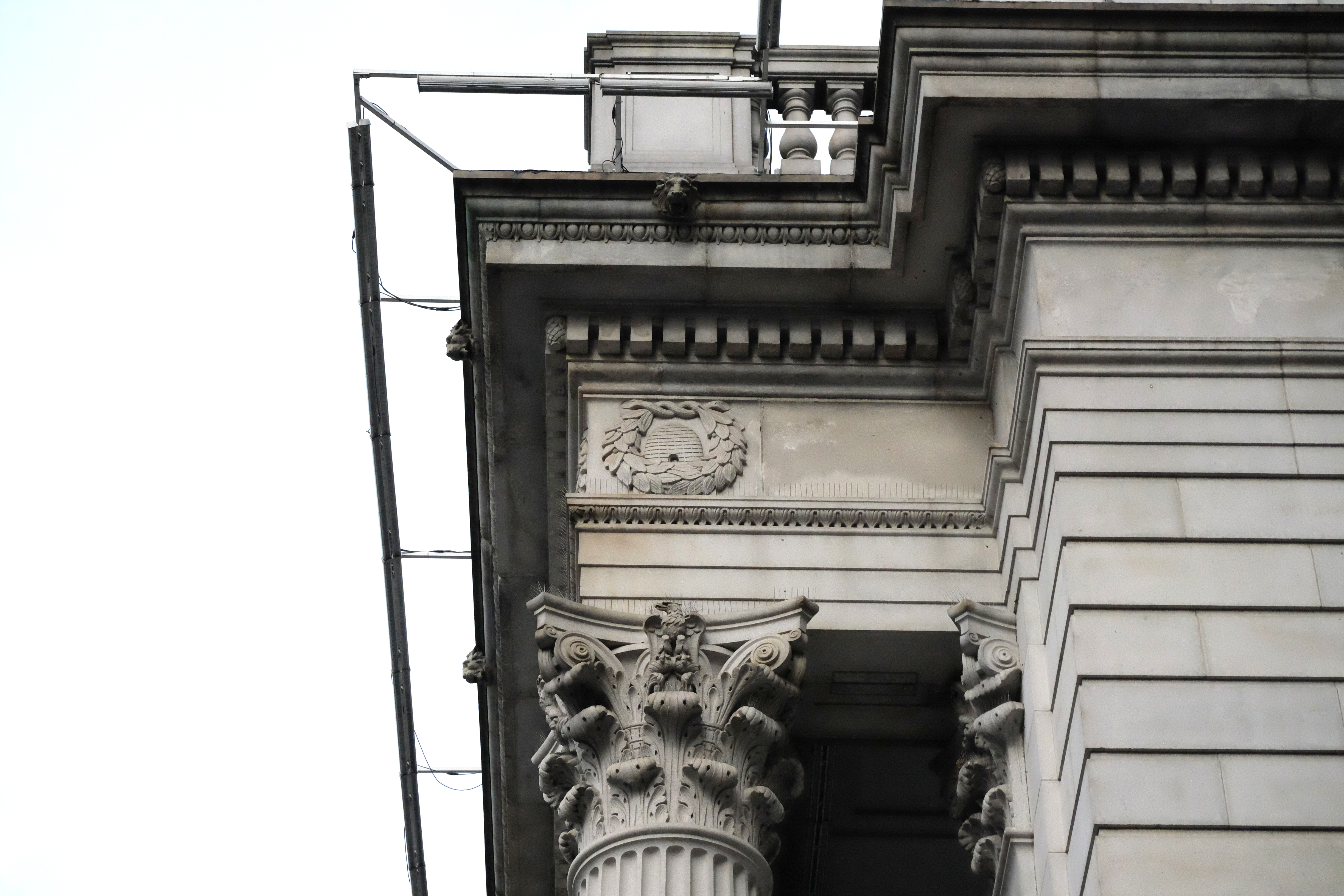
Detalle que muestra el entablamento
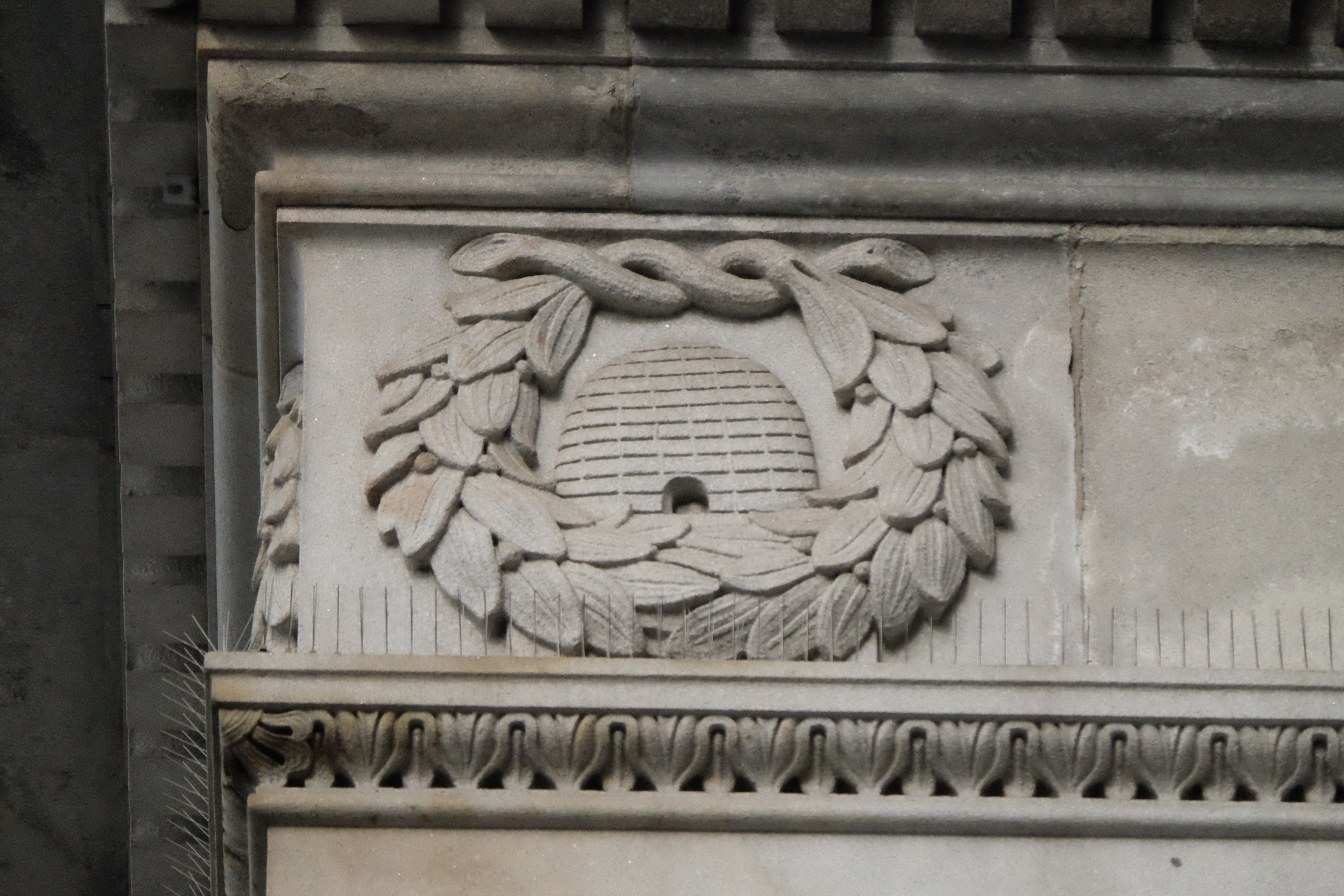
Detalle del símbolo de la colmena en el friso
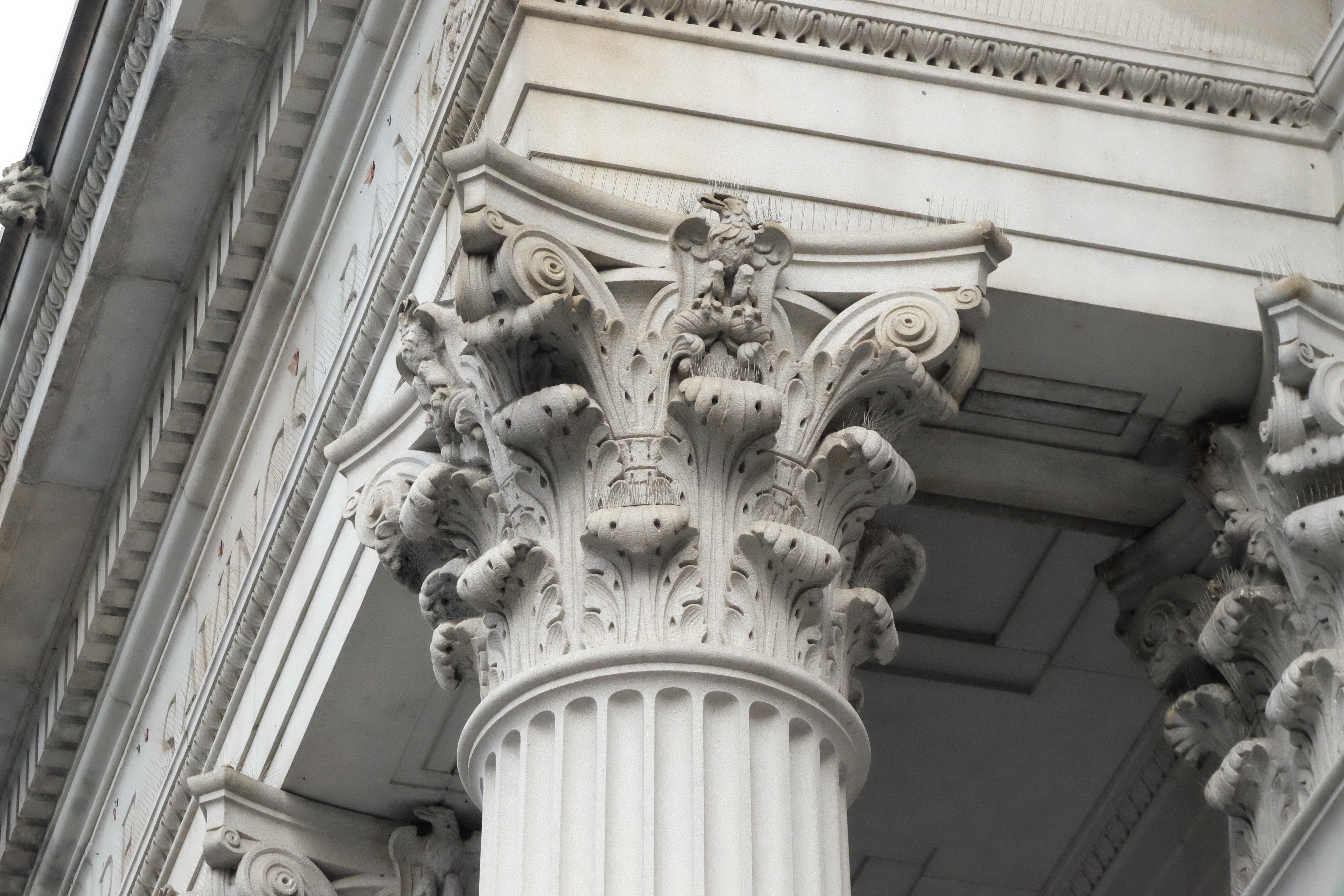
Detalle de un capitel de columna
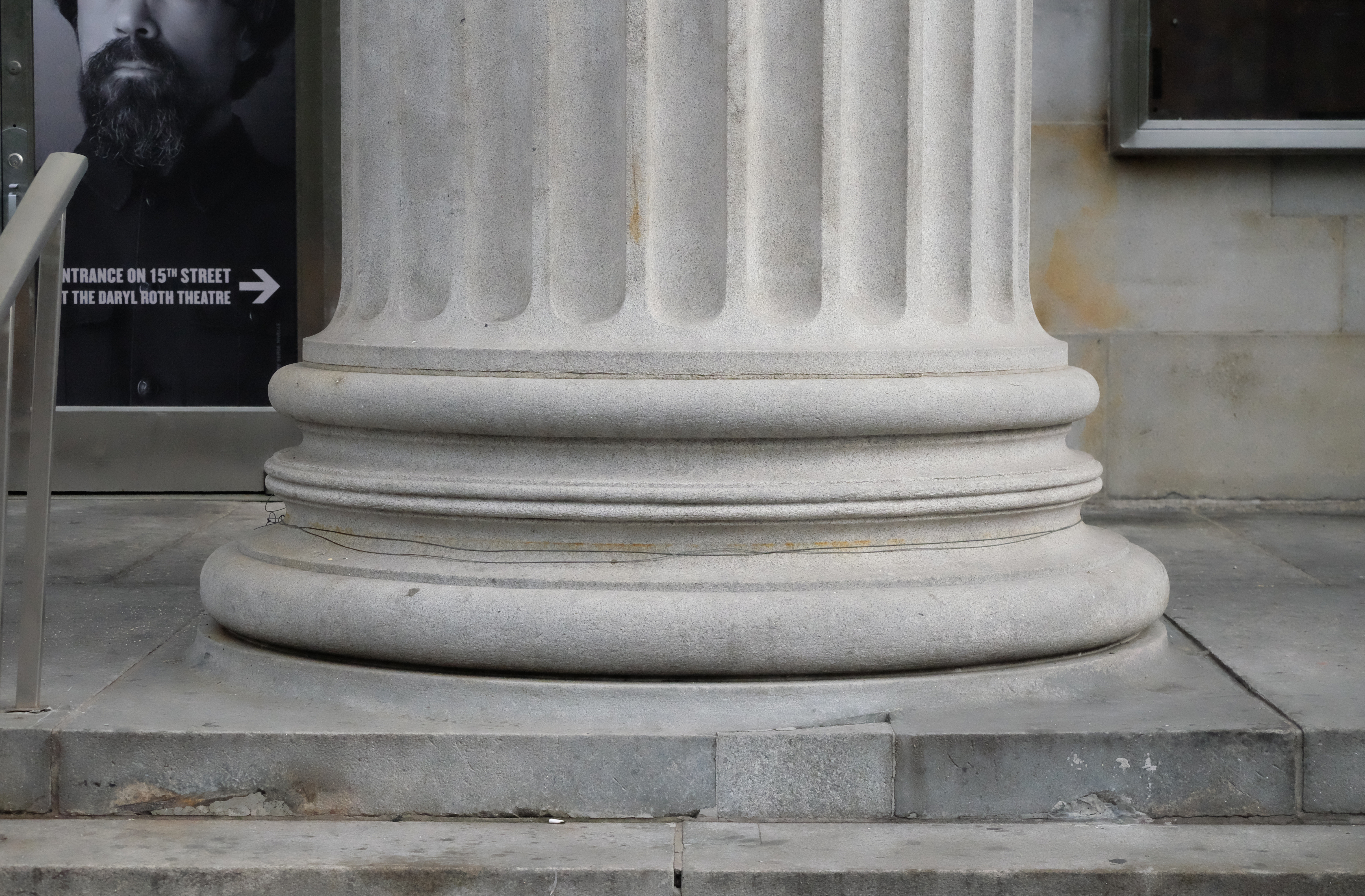
Detalle de la base de una columna
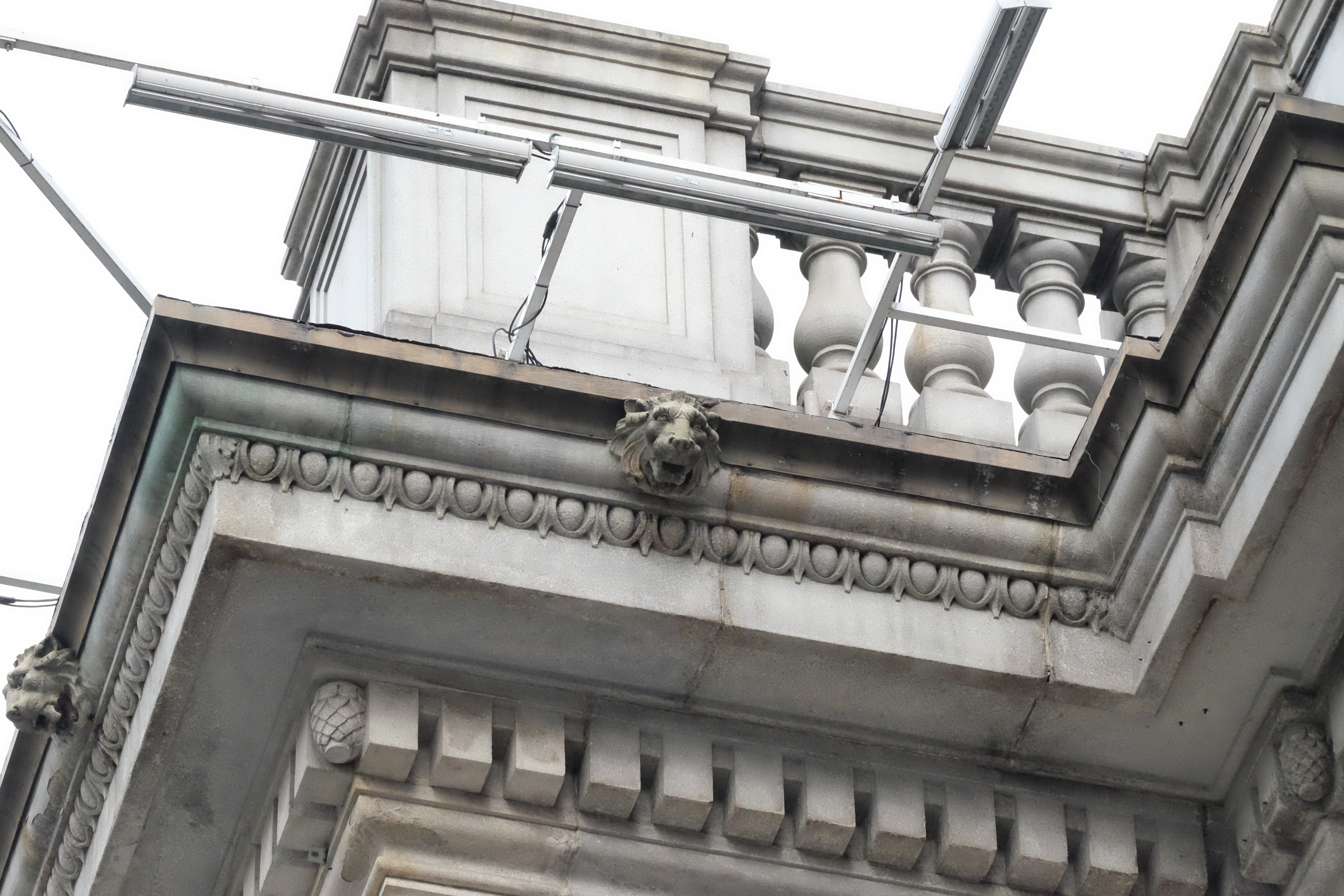
Detalle de la cornisa

## Producciones
Hasta octubre de 2019, el Teatro Daryl Roth ha albergado al menos 33 producciones. Fuerza Bruta se produjo en el Teatro Daryl Roth de 2006 a 2016, mientras que Striking 12 se presentó de noviembre a diciembre de 2006. Gloria: A Life abrió en el teatro en octubre de 2018 y cerró en marzo de 2019.
En el teatro DR2, Bunnicula se presenta entre febrero y abril de 2013, mientras que That Golden Girls Show se desarrolló entre octubre de 2016 y enero de 2017.